# Cầu treo Bình Thành

Cầu treo Bình Thành tại Huế

Cầu treo Bình Thành là một cây cầu treo bắc qua Sông Hữu Trạch nằm tại Thị xã Hương Trà, Thừa Thiên Huế.

## Thông tin
Cầu treo Bình Thành có chiều dài là 140 m, chiều rộng là 4 m. Cầu treo Bình Thành được xem là một tuyến đường huyết mạch nối giữa Quốc lộ 49 với xã Bình Thành. Cây cầu có thiết kế ban đầu chịu được trọng tải từ 13 - 18 tấn, thế nhưng cho đến nay, cây cầu chỉ còn chịu được trọng tải tối đa là 8 tấn, có thể sau này sẽ phải hạ tải vì sự xuống cấp của cầu.

## Lịch sử
Cầu treo Bình Thành được khởi công xây dựng vào năm 1999, hoàn thành và đưa vào sử dụng năm 2003. Chi phí xây dựng nên cây cầu này là 2 tỷ đồng. Sau rất nhiều năm sử dụng, cây cầu đã hư hỏng, xuống cấp vô cùng nặng nề, gây nguy hiểm cho người tham gia giao thông.